# 隆格维尔公爵

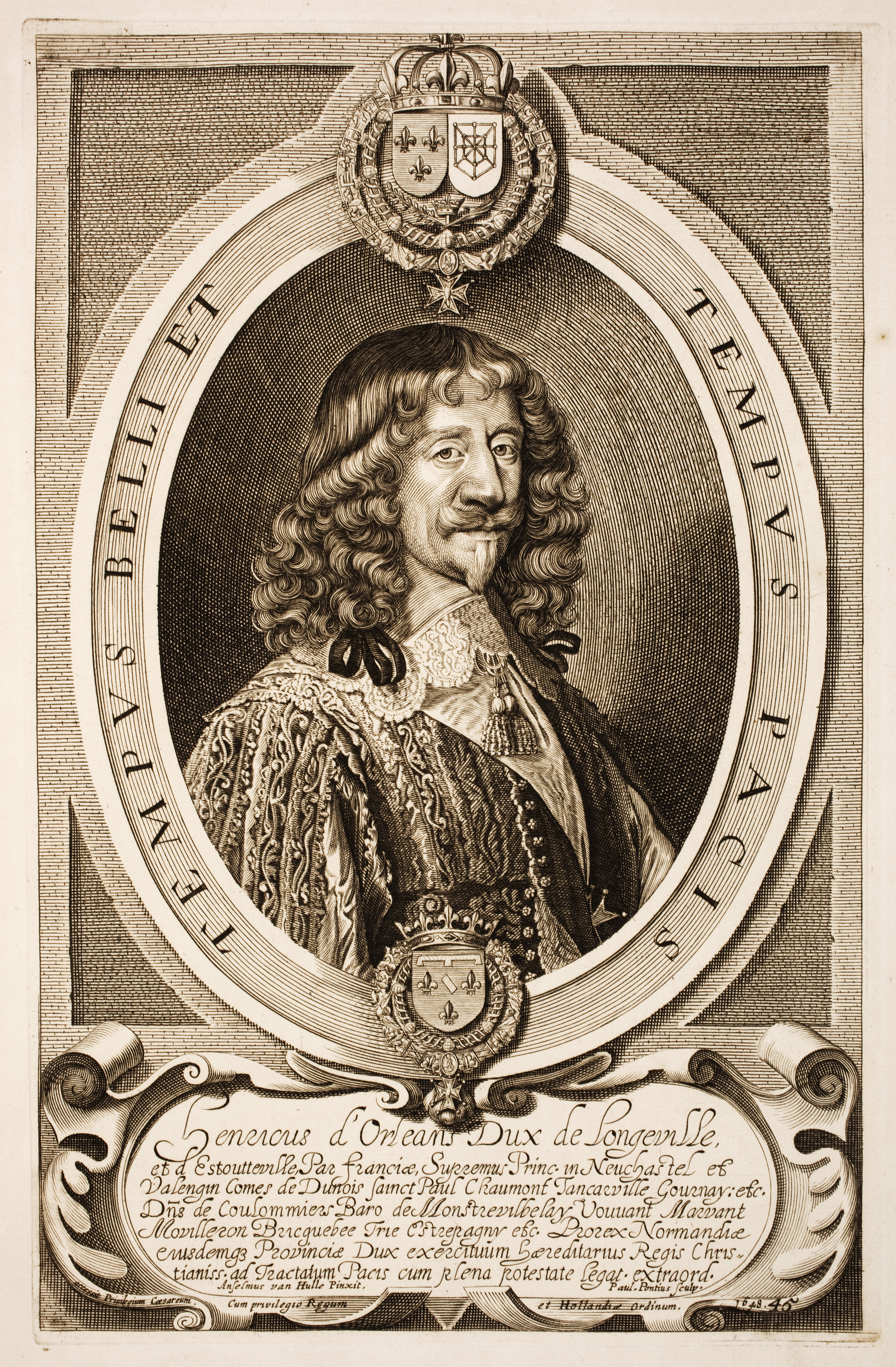
隆格维尔公爵

隆格维尔公爵，亨利二世·德·奥尔良（1595年4月6日—1663年11月5日），法国政治人物。
1642年，他娶了孔代家族的长女安妮·让娜维耶芙·德·波旁。后参与投石党运动，后被捕。1653年大赦后，他出狱在诺曼底與妻子团聚。